# Alphinellus subcornutus
Alphinellus subcornutus är en skalbaggsart som beskrevs av Bates 1881. Alphinellus subcornutus ingår i släktet Alphinellus och familjen långhorningar.
Artens utbredningsområde är:
- Guatemala.
- Honduras.

Inga underarter finns listade i Catalogue of Life.